# 테라리움

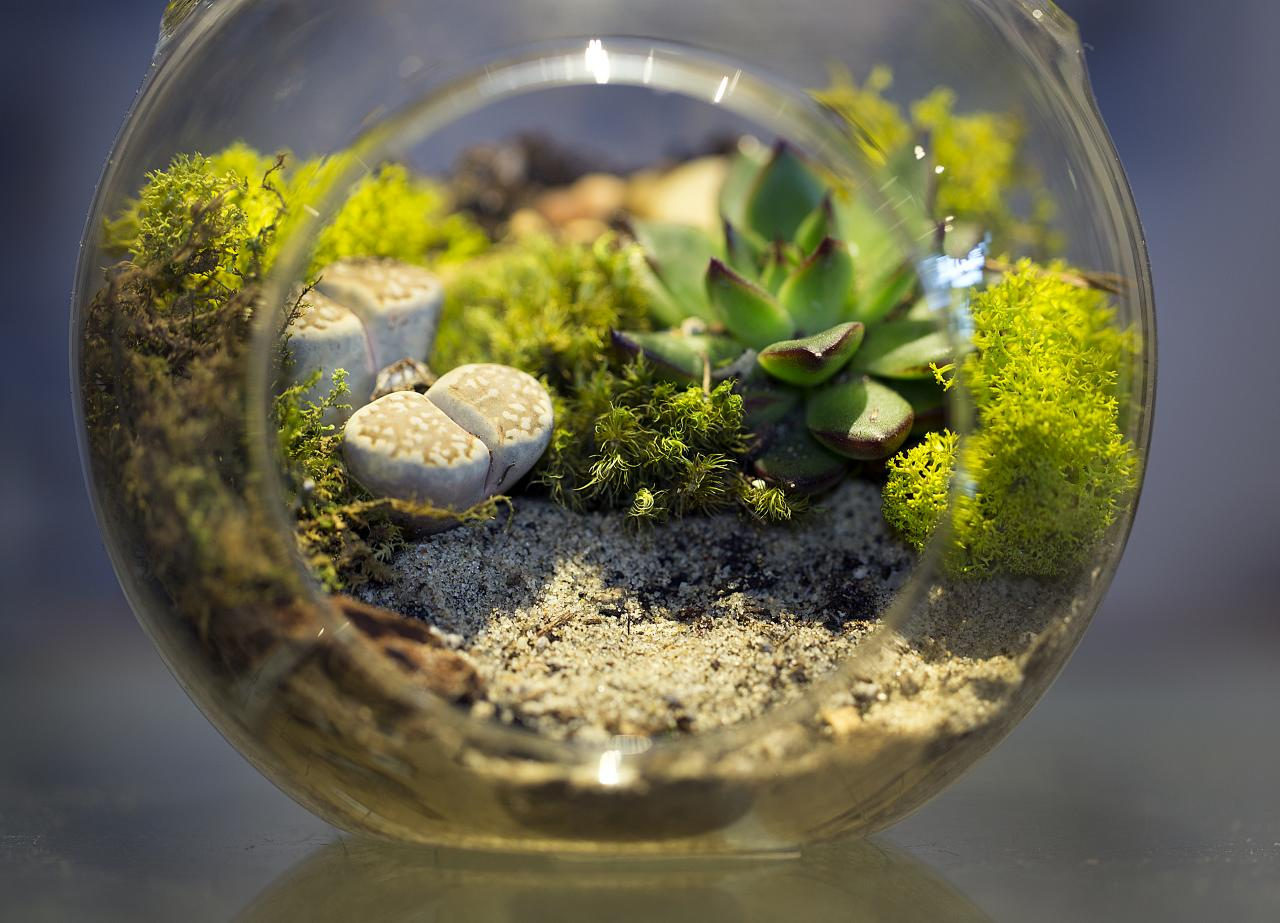

테라리움(terrarium, 복수형: terraria 또는 terrariums)은 수족관(aquarium)과 상반되는 개념으로, 지상이나 물가에서 생활하는 동식물 등을 사육·전시하는 사육장을 의미한다. 일반적으로 토양 및 식물을 포함하는 밀봉 가능한 유리 용기이며 유지 보수를 위해 뚜껑을 열 수 있게끔 제작된다. 주로 파충류, 양서류나 육지게와 같은 무척추동물 등 습계성 동물을 여러 가지 화초와 함께 유리와 플라스틱 등 투명한 수조에 넣어 공개한다. 곤충 테라리움은 곤충관(insectarium)이라고 따로 칭한다.

## 역사
기원전 500년경에 꽃을 전시하기 위하여 종 모양의 유리 병 속에 식물을 보관했다는 기록이 있으나, 일반적으로 테라리움의 시작은 영국의 외과의사인 나다니엘 배그쇼우 와드(Nathaniel Bagshaw Ward)로 알려지고 있다. 그는 1829년 나방의 일종인 sphinx moth의 부화와 생장과정을 관찰하기 위하여 유리병 속에 번데기를 넣고 흙을 덮은 다음 덮개로 봉해 버렸는데, 정원에 재배를 시도했다가 런던의 대기 오염 때문에 실패한 양치 식물의 포자가 그 속에서 우연히 발아하는 것을 발견하였다. 이 발아된 양치식물이 4년 동안이나 자라던 사실에 착안하여 입구가 큰 유리병에 식물을 심고 그 위에 덮개를 씌워서 기르기 시작하였는데 이것이 테라리움의 시작이었다. 특히 어떤 식물은 15년간이나 물을 주지 않아도 밀폐된 용기 속에서 자랄 수 있는 것을 알게 되어 1942년에 "유리상자 속의 식물생장에 관하여"라는 연구를 발표함으로써 테라리움 최초의 문헌이 되었다. 이 테라리움 용기는 와디언 케이스라고 불리게 되었다. 대항해시대에 희귀 식물을 소금물로부터 보호하며 운반하는 상자로 이용되었고, 장기간의 항해에 지친 선원들의 무료함을 달래거나 선실 내부를 아름답게 장식하는데 이용되었다.

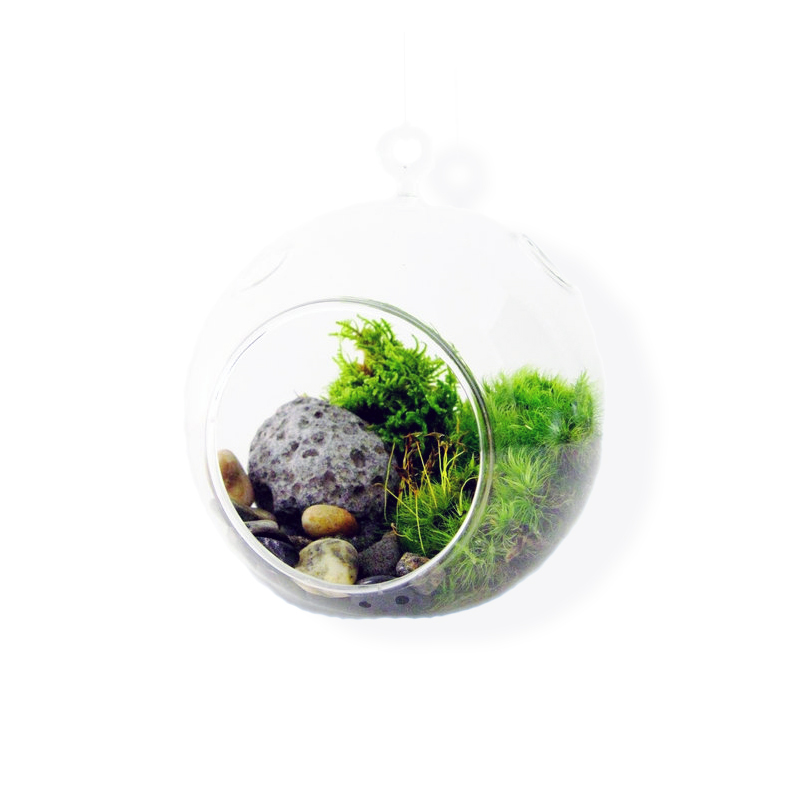
작은 벽걸이형 볼 테라리움
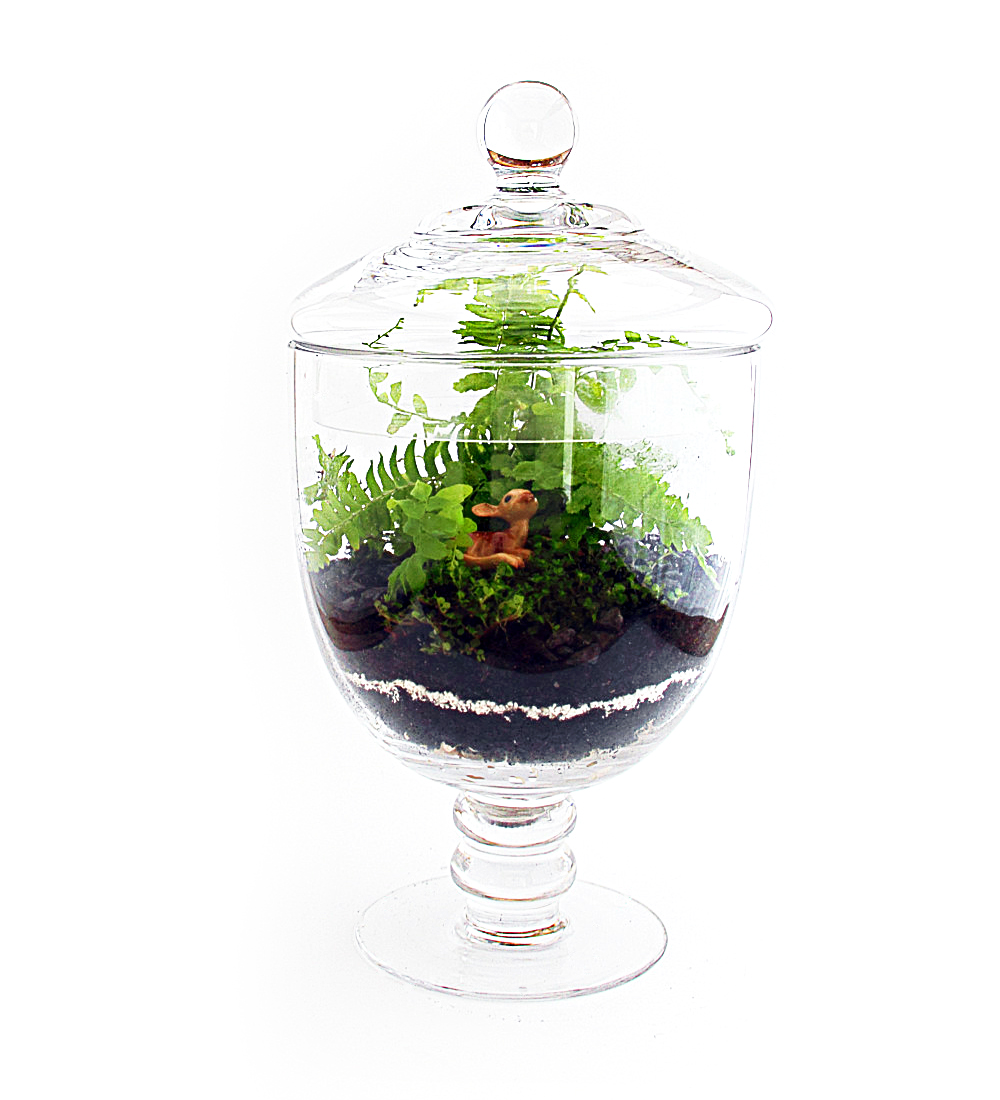
꽃병 모양 테라리움
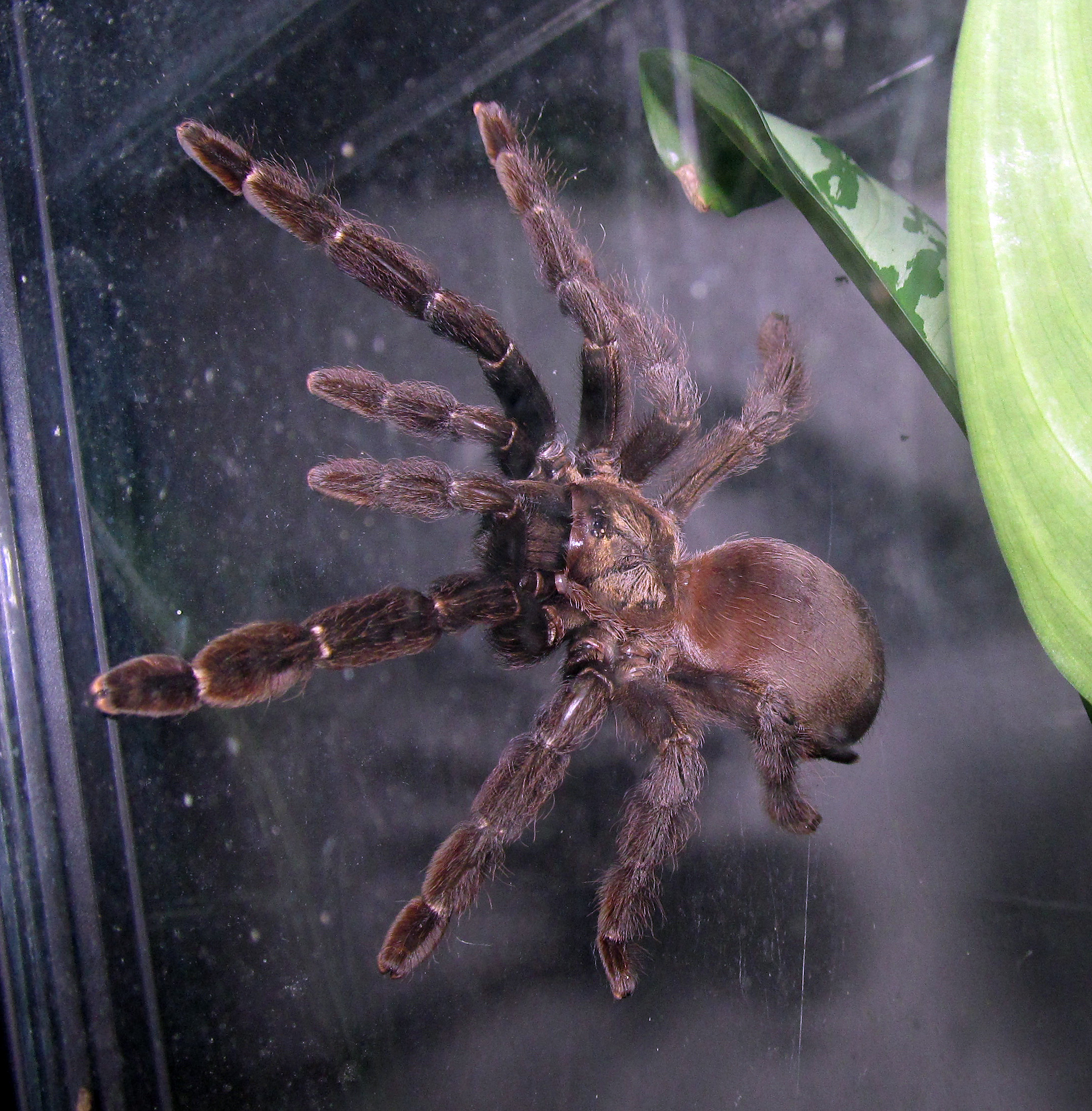
테라리움에서 사육 중인 타란툴라
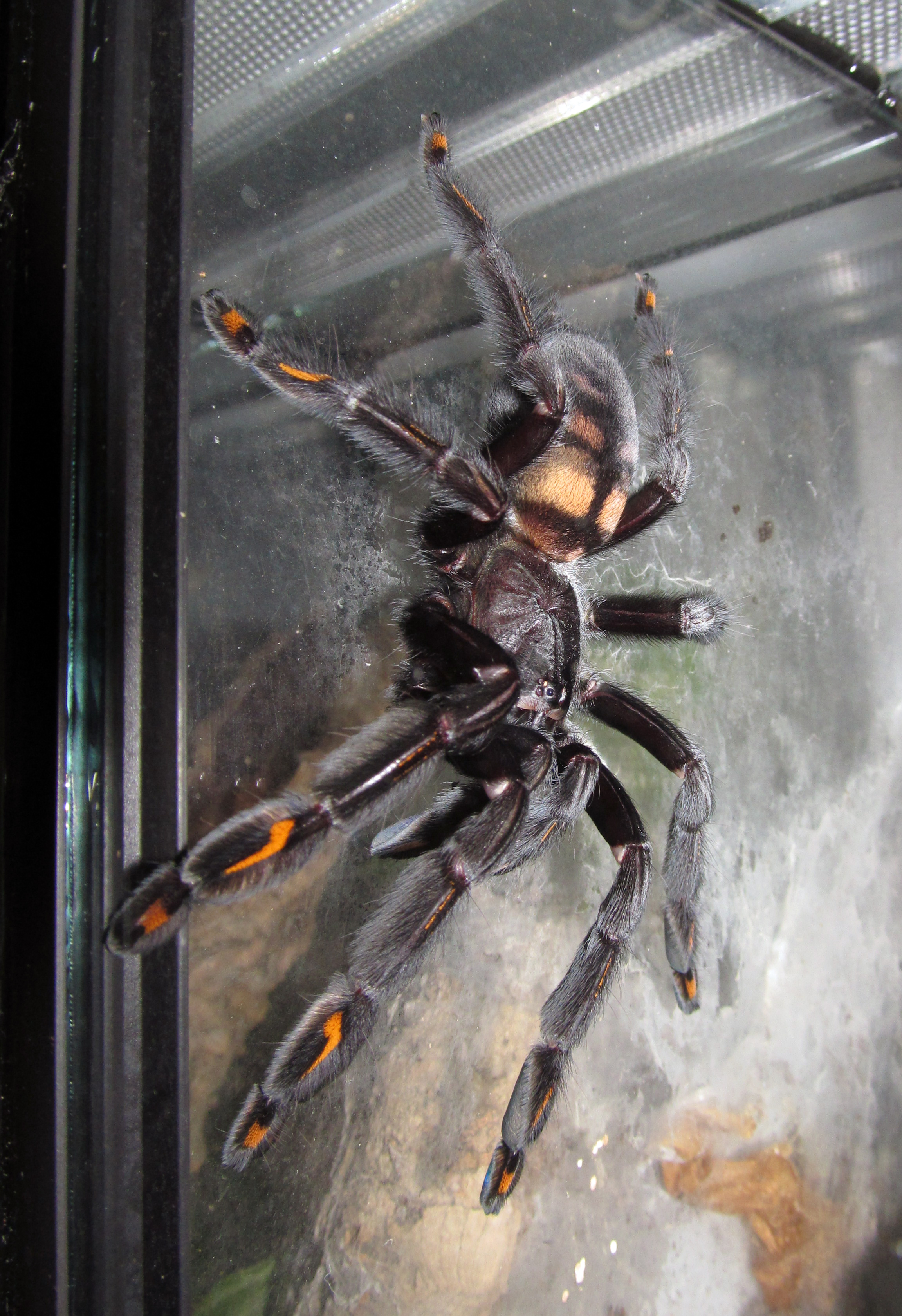
테라리움에서 사육 중인 타란툴라
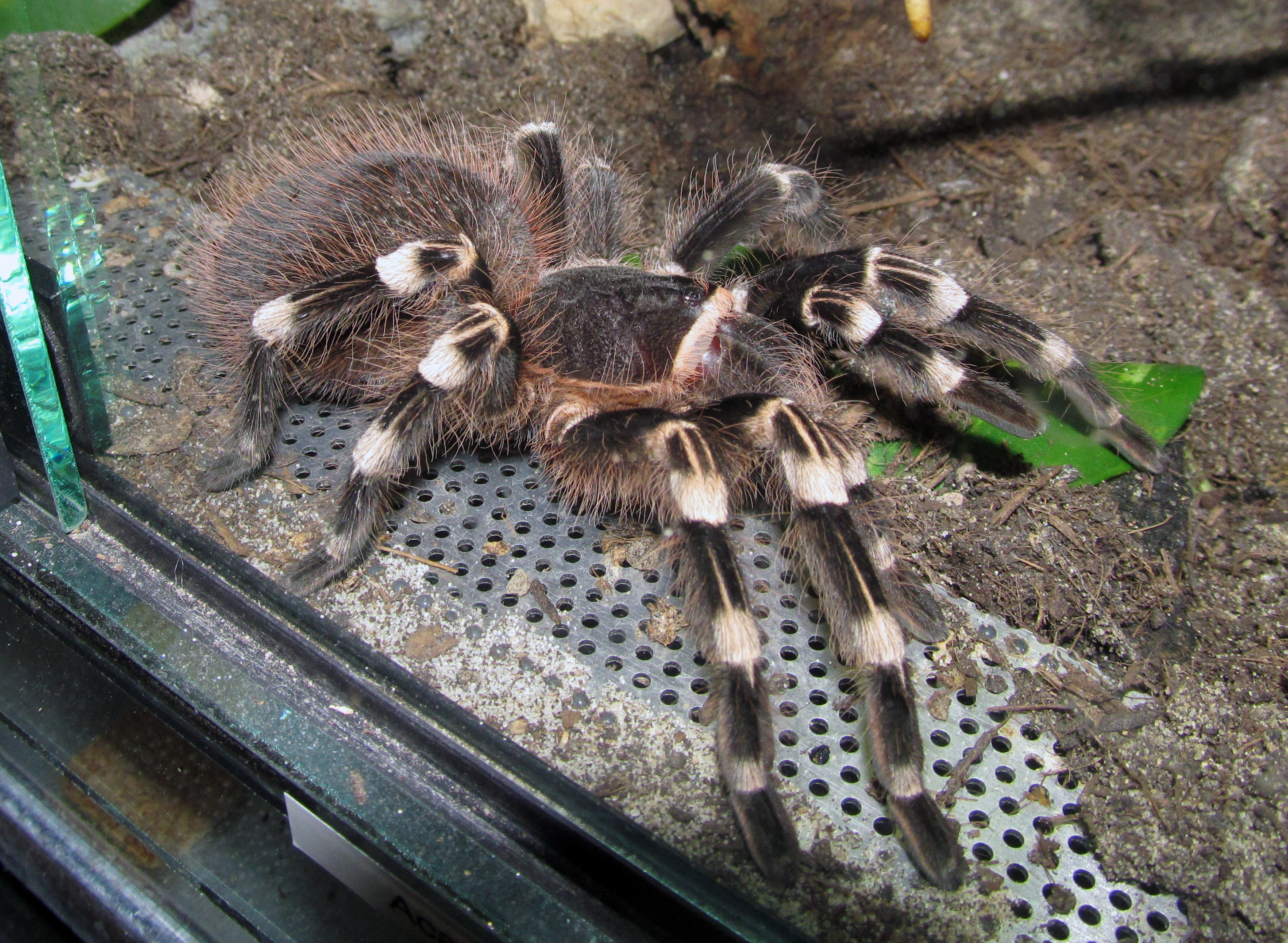

## 같이 보기
- 애완동물
- 곤충관
- 아쿠아리움